# Sancha av Mallorca

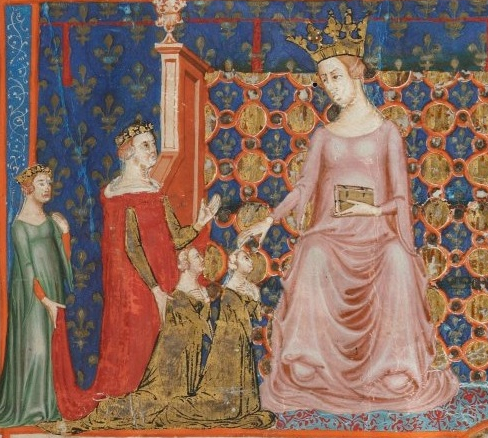
Sancha av Mallorca

Sancha av Mallorca, född 1285, död 1345, var en drottning av Neapel; gift 1304 med kung Robert I av Neapel.
Hon ville bli nunna och ansökte vid flera tillfällen vid påvestolen om att få sitt äktenskap upplöst. Vid makens död 1343 förklarades hon för förmyndarregent i enlighet med hans testamente. Sancha avsade sig ämbetet 1344 efter ett års regeringstid och gick därpå i kloster. 